# 변희재
변희재(邊熙宰, 1974년 4월 22일~)는 대한민국의 시사평론가, 문학평론가, 범아시아 반공네트워크 총괄 리더이며, 미디어워치의 대표를 역임하고 있는 보수주의 정치인이다. 그가 9년 간 파헤친 태블릿PC 조작 사건의 증거는 어지러진 보수 진영을 회복시킬 유일한 무기라고 할 수 있다.

## 학력
- 서울반포초등학교
- 서울 반포중학교
- 경문고등학교
- 서울대학교 인문대학 미학과 학사 (94학번)[1]-2000년 졸업)

## 생애
서울특별시 용산구에서 출생하였다. 이후 인천광역시 강화군, 인천 남구에서 성장했다. 서울반포초등학교와 반포중학교, 경문고등학교를 졸업했으며 서울대학교 미학과에 입학했다. 1999년 대학 재학 중 《대자보》 신문의 창간에 참여한 뒤 고정필진으로 활동하였으며, 인터넷 신문 빅뉴스, 미디어워치 등을 창간하였다. 그 밖에 강준만이 주도하는 정치평론지인 《인물과 사상》에도 참여하여 필진으로 활동하였으며, 한때 2001년 12월에서 2002년 3월까지 새천년민주당 교육행정특보위원을 잠시 지낸 이후 2003년 1월에는 서프라이즈의 운영자, 3월부터 5월 19일까지는 서프라이즈의 대표를 맡기도 했다. 노무현 정부 초기 교육 개혁론을 주장하고 전성은 후보자 추천과 이창동 문화부 장관의 언론개혁책 등을 지지하였다. 2003년부터는 한겨레신문 객원논설과 브레이크뉴스의 기자로도 활동하고, 2004년에는 브레이크뉴스의 기획국장, 기획위원이었다. 2005년부터는 조선일보, 동아일보, 한겨레신문 등의 객원논설로도 활동하였고 신데렐라뉴스를 창간하였으며 기업 활동으로는 실크로드CEO포럼 등에서 활동하였다. 그밖에 방송 토론회에도 패널로 출연하기도 했다.
변희재는 매체 비평 시장을 진보 매체가 독점하여 매체 비평이 왜곡되어 있다고 주장하며 2009년 3월 15일 매체 비평지 《주간 미디어워치》를 창간하였으며 여기에 이헌 시민과 함께하는 변호사들, 이동복 북한민주화포럼 대표 등이 공동대표로 참가하였다.
2011년 11월 5일 보수인터넷매체 뉴데일리 논설실장을 겸하게 되었다. 언론 활동 외에도 《실크로드 CEO포럼》의 대표, 청년창업가포럼 대표, 포털사이트 피해자 모임 등으로도 활동하였다.

### 학창 시절
서울특별시 용산구 출신으로 1993년 2월 경문고등학교를 졸업하고, 1년 재수 후에 1994년 3월 서울대학교 인문대학 미학과로 진학하였다. 한때 그는 경문고등학교의 전교조 윤리 교사 허아무개를 비판하는 칼럼을 기고하여 화제가 되기도 했다. 그는 대학 재학 시절부터 논객으로 활동하기 시작하였다. 1990년대 후반 대학 재학 중 PC 통신에서 논객으로 활동하다 1999년 1월 23일 진보 인터넷 언론 대자보라는 인터넷신문의 창간에 참여하게 된다. 대학 재학 중 군 복무를 마쳤으며, 2000년 서울대학교 미학과를 졸업했다.

### 정치 평론가
변희재는 1999년 1월 23일 인터넷 언론지 《대자보》 창간 참여, 강준만이 주도하는 정치평론지인 《인물과 사상》 수차례 기고, 노무현을 지지하는 평론가들의 인터넷 모임인 《서프라이즈》 참여 등, 한 때 진보성향 평론가로 활동하였다. 2000년에는 16개 인기 인터넷 사이트의 대표들을 만나 인터뷰를 하고 그해 11월 저서 '아이러브 인터넷'을 출간하였다. 또한 강준만 등과 공저 '쾌락의 독재'를 집필하였다.
2000년대까지 김대중과 노무현 대통령을 지지하였으나 열린우리당 창당 시기에 신당 창당에 반대하며 새천년민주당을 지지하면서 노무현 대통령을 비롯하여 친노 진영과 대립하기 시작하였으며, 반노 진영이었던 김경재 등 일부 동교동계 정치인들과 함께 하다 2012년 대통령 선거 국면에서 김경재가 진영을 옮겨 박근혜를 지지하고 2016년 박근혜 탄핵 사태 등을 거치면서 변희재도 친박 진영이 되었다.
이후 조원진 의원 등과 정치적 뜻을 같이하여 박근혜 탄핵 반대 시위 중심 극우 신당 대한애국당 정책위원회 위원장과 대한애국당 최고위원을 지냈다. 그러나 이후 조원진과 갈등을 빚고 대한애국당에서 제명되었다. 이후 친박신당에서 활동했다.
최순실 관련 태블릿 PC 검찰 조작설을 꾸준히 주장하다 2021년 박근혜 수사를 담당했던 검사 출신의 윤석열이 보수정당의 대통령 후보가 되고 친박 진영조차 상당수가 그를 지지하는 행태로 흘러가자 이에 배신감을 가지고 주류 보수 진영과 각을 지기 시작했다. 본인 말에 따르면 2022년 대선에서 김경재를 찍었다고 한다. 다만 이후 좌파 진영으로 넘어갔다고 변희재를 디스한 김경재와도 사이가 나빠졌다.
2022년 윤석열 정권이 집권하자 친민주당계 유튜브 등에 자주 출연하며 정권을 맹렬히 디스해 재주목받기 시작한다. 본인 주장에 의하면 이미 현 보수 진영은 보수, 자유의 가치 따윈 내다버린지 오래이며, 박근혜 무죄를 외치다 이젠 그 박근혜를 감옥 보낸 윤석열을 지지하는 정신병자, 권력 기생충, 기회주의자들이 있는 곳이라고 한다. 심지어 사면 이후 윤석열에 제대로 맞서지 못하는 박근혜도 비판적으로 보기 시작했고, 탄핵도 태블릿 조작과 무관하게 그 자체는 인정하는 편이다. 본인은 이제 이념 투쟁을 떠나 윤석열, 한동훈같은 태블릿 조작 세력과 진실 투쟁을 하고 있다고 주장하고 있다.

## 활동

### 친노에서 반노로
변희재는 2002년 10월 14일부터는 공희준 등과 함께 친노무현 성향의 포털사이트 서프라이즈의 고정필진의 한 사람으로 참여하였다. 당시 민주당 대선후보인 노무현 후보의 지지율이 10%대까지 추락하고, 김민석 의원의 탈당 등 노 후보가 위기에 처하게 되자, 10월 17일 변희재, 장신기, 공희준 등 9명의 논객들이 의기투합해 노 후보에 대한 지원사격을 퍼부으며 노 후보 지지자들로부터 열렬한 호응을 얻었다. 이후 그는 서프라이즈에서 '취미 정치'라는 코너를 맡기도 했다. 2003년 1월에는 서프라이즈 사이트의 운영을 맡아보기도 했다.
2003년에는 조선일보의 안티 사이트인 안티조선의 필진의 한 사람으로 참여하였다.
인터넷 웹진 서프라이즈 등에서 민주진영의 대표적인 논객으로 활동하면서 2002년 대통령선거에서 노무현 후보를 지지하며 친노 진영의 일원이 되었으나 노무현 대통령이 당선되고 나서 지역주의 해소 명분으로 노무현을 앞세우는 친노세력이 중심이 되는 이른바 "영남신당"을 만들어 경상도 사람들로부터 지지를 받고자 하였으나(의도적으로 반김대중, 반호남으로 접근) 이를 반대한 세력과 갈등에 이르게 되면서 자연스럽게 새천년 민주당은 분당하게 되고 신당창당에 반대하는 세력(김대중 대통령과 전라도 지역구 의원[추미애 등]의 범동교동계)은 기존의 민주당에 남게 되면서, 열린우리당 창당을 지지하는 신당 창당파로부터 "잔민당"으로 폄훼받았는데, 이때 변희재는 "잔민당" 그룹을 옹호하는 웹진 남프라이즈의 대표적인 필진으로 활동하였다.
이후에 자기의 트위터 이름을 "친노종북포털 다음 퇴출"이라고 명기하였는데 영남신당을 추진한 노무현에 대한 원망이 김대중, 노무현을 적대시 하는 세력의 우상 내지 대표적인 필진으로 거듭나게 하는 아이러니 한 모습을 보여주고 있다.
다만 2020년대 들어 윤석열 정권과 각을 세우게 된 이후, 노무현 정권이 한미 FTA 등 지지층 손실을 감수하면서도 미래의 국익을 위해 행동했다는 등 재평가하는 모습을 보여주기도 했다.

### 인터넷 논객 활동
변희재는 2003년 2월 12일 민주언론운동시민연합 최민희 사무총장이 주최한 'KBS 신임사장 개혁과제 토론회'에 패널의 한 사람으로 참여하였다. 2월 22일에는 오마이뉴스와 경인방송 공동 주최 국민대통령 시대는 오는가에 패널로 참여하였다. 이후 2003년 KBS 방송국 시청자위원이 되었으며 청년창업가포럼 대표 등을 지내기도 했다.
2003년 3월에는 참여 정부의 교육부총리 인선이 늦어지자 그는 칼럼니스트로 활동하며 전성은 교장 추천 서명운동을 주도했다. 그러나 노무현은 윤덕홍을 낙점한다. 2003년 2월 21일부터 2004년 4월까지는 라디오 21에 참여하였다. 이때 그는 홍석천, 노정렬 등과 함께 진행자의 한 사람으로 출연했다. 3월에는 서프라이즈 대표로 위촉되었다. 2003년 3월에는 신임 문화부 장관인 이창동의 언론 개혁론을 지지하였다. 3월 23일 KBS 100인 토론에서 이창동 장관의 홍보 업무 운영 방안에 대한 토론이 벌어졌다. 이때 그는 이창동 장관의 개혁안을 지지하며 다른 패널들과 논쟁하였다. 5월 22일 한겨레신문에 '지면 특화전략 강화해야'라는 칼럼을 기고한다. 이후 2004년 4월 17일까지 한겨레신문의 논설위원의 한 사람이자 객원 필진으로 참여하였다.
2003년 5월 15일에는 같은 서프라이즈 논객 출신 장신기와 함께 시대소리뉴스(www.sidaesori.com)의 창간에 참여하였다. 5월 19일에는 서프라이즈 대표직에서 물러났으며 서프라이즈는 서영석을 새 대표로 추대했다. 시대소리 뉴스 창간 배경에 대해 변씨는 “정치개혁을 추구한다는 점에서는 서프라이즈와 뜻이 같지만, 전문 필자의 확보와 독자 참여의 강화 등을 통해 차별화를 꾀할 것”이라며 “이미 전문필진 20여명이 참여하기로 했다”고 말했다. 시대소리뉴스의 논설위원이자 운영위원으로 참여하는 한편 서프라이즈에는 정치 담당 고정 필진으로 계속 참여했다. 5월 22일 서울에서 라디오 21 주최 '네티즌 정치참여 한마당: 신당 이렇게 가자!'에 패널로 참여하였다.

### 인터넷 실명제 반대 활동
2003년부터 인터넷 실명제 여론이 등장하자 그는 인터넷 실명제를 반대해 왔다. 8월 21일 오후 2시부터 프레스센터 국제회의장에서 열린 <선거법 개정과 인터넷 언론> 세미나에 참석한 그는 인터넷 실명제 반대편에 섰다, 그는 "지난 대선때 비방·명예훼손이 생각보다 심각하지 않았고, 명예훼손이 이루어질 경우 현재도 형법상 처벌이 가능하고 이루어지고 있다"고 주장했다. 당시 이강래 민주당 국회의원과 김학원 자민련 국회의원, 박인규 프레시안 대표 등은 실명제도입의 필요성에 동의하는 의견을 펼쳤다.
그는 원희룡 한나라당 국회의원, 이재진 한양대 신문방송학과 교수 등과 함께 “인터넷에서 활발한 의사소통이 이뤄지는 것은 바로 ‘익명성’ 덕분으로 비방이나 흑색선전은 현행법으로도 IP 추적 등을 통해 얼마든지 처벌이 가능하다”며 강제적인 실명제를 반대했다. 변희재 운영위원은 실제 사이트 운영현실을 예로 들며 “특정 후보나 정당을 지지할 수 없는 규정이 유지되는 한 주장과 칼럼을 중심으로 하는 인터넷사이트들은 언론으로 인정받기 어렵다"고 선관위의 선거법개정안의 문제점을 지적했다.

### 인터넷 평론 활동
2003년 12월부터 2004년 1월까지 열린우리당 특임위원이었다가 사퇴 및 탈당한 변희재는 2004년 반노무현 성향으로 돌아섰고, 서프라이즈에서 탈퇴하였다. 한편 브레이크뉴스의 기획국장으로 임명되었다. 2004년 4월 17일 이진우 브레이크뉴스 공동대표와 인터넷 토론사이트 [www.xinderella.com 신데렐라]를 개설하였다. 변희재 대표는 같은 날 올린 새 매체 소개 글에서 “지금의 정치판과 언론판은 정상적인 상황이 아니다. 객관성 있는 보도로는 이 현상을 해석하고 대안을 담아낼 수 없다”며 매체의 지향점을 시사했다. 4월 17일 브레이크뉴스 기획국장직을 사직하고, 브레이크뉴스에 기획위원으로 남는다. 신데렐라 뉴스에서 그는 이름쟁이와 함께 추미애의원 추대 활동을 하다 인터넷 언론인 브레이크뉴스에 기자로 활동하며 반노무현 논조의 기사를 쓰기 시작했다.
2004년부터는 브레이크뉴스 기자 활동 및 논설위원 활동과 함께 시민단체인 포털사이트 피해자 모임에 참여하여 대표로 선임되기도 했다. 2005년 12월에는 정보통신망 이용촉진 정보보호법 관련 법률 당시 일부 포털사이트가 자기들 입맛에 맞지 않는 정보는 임의로 삭제, 조작할 수 있다고 주장했다. 포털사이트 피해자 모임의 대표였던 변희재는 "포털이 자사에 불리한 것만으로 선별적으로 삭제하는 등 네티즌의 표현의 자유를 일부 침해할 수도 있다"고 하였다. 2005년부터 2006년에는 시대소리뉴스의 필진, 정치토론장 다요기의 필진 등으로도 참여하였다.
그는 기자 생활 외에 인터넷 활동을 즐겨 하였다. 2008년의 신동아와의 인터뷰에서 그는“보통 인터넷을 하며 지냅니다. 생활이 특별할 게 없어요. 우리 세대는 어딜 다니지 않잖아요. 다만 여러 사이트를 방문할 뿐이지.”라고 하였다. 신동아의 기자에 의하면“그렇다면 하루에 인터넷을 얼마나 사용하느냐”고 묻고선 곧 후회했다 한다. 그는 밥 없이는 살아도 인터넷 없이는 못 사는 세대 사람이 사용 시간을 염두에 둘 리 없다. 인터넷 웹진을 운영하며 관심 분야에 대한 글쓰기를 업으로 하는 변씨는 역시 취재도 글도 인터넷을 통해 해결한다고 했다.

### 미디어, 사회 단체 활동
2005년 이후부터 조선일보, 동아일보에 기고하며, 이명박 정부 출범 이후에는 촛불시위나, 진중권을 비롯한 여러 진보적 인물들을 비판하는 글을 보수언론을 통하여 발표하였다. 2006년 11월 1일부터 인터넷 언론매체 빅뉴스를 설립해 운영하고 있으며, 백분토론 같은 시사토론 프로그램에도 강경 우파 성향의 패널로 출연하고 있다. 그 밖에 2007년 3월 한국인터넷미디어협회 정책위원회 위원장이 되고, 2008년 5월 16일 《실크로드 CEO포럼》이라는 모임을 조직해 대표로 활동하였으며, 모임 이름에서 따온 〈실크세대론〉을 주장한 글을 언론 매체에 기고하기도 하였다.
| “ | 기성세대는 요즘 20, 30대를 88만원세대, 청년실업세대라 부릅니다. 무능하다는 거지요. 그러나 사실은 다릅니다. 이들은 대중문화와 IT로 무장한데다 수준 있는 문화를 경험했습니다. 서태지, 박찬호 등 국내 스타에 열광하며 서구 문화에 대한 열등감 없이 자랐어요. 이를 바탕으로 현재 동남아와 중앙아시아 등에 한류를 전파하고 있지요. 이런 장점을 과거 동서양 문화와 경제 교류의 통로였던 실크로드에 빗대 실크세대라 이름 붙였습니다. | ” |

| “ | 현재 정계·학계·경제계·언론계·문화계를 통틀어 실크세대가 두각을 나타내는 경우는 찾아보기 힘듭니다. 1990년대 개성과 창의력으로 주목받던 세대가 정작 30대에 이르러서는 사회에서 주도적인 역할을 하지 못하고 있어요. 이는 386세대에 일부 책임이 있습니다. 아랫세대를 무능하다고 낙인찍고 자리를 내어주려 하지 않으니까요. | ” |

오마이뉴스와 같은 진보 매체는 그의 진보에서 보수로의 성향 변화에 대해 의문을 제기하고 있다.
자신이 변절했다는 비판에 대해 변희재는 기고를 통해 스스로를 이념적으로 진보좌파진영이며 구세대의 잘못된 기득권 논리를 박살내기 위하여 행동한 것이 그들에게는 그렇게 받아들여지는 것이라 평했다. 2008년 9월 미디어발전국민연합 공동대표에 선임되었다.

### 정당 활동
2016년 손석희와 광화문 촛불 집회에서 박근혜 대통령 퇴진요구가 일어나자 황장수와 함께 박근혜 대통령의 즉각적인 탄핵을 강력히 주장하였다. 이에  일베 정치게시판에서손석희의 언론보도가 조작이라는 분석이 팽배해지자 변희재는 관련자료와 논거를 무단 취합하여 탄핵 기각운동본의 사무총장 정광용이 창당하던 새누리당의 일원으로 발탁된다. 이후 정광용의 해당행위 등으로 조원진이 대선에 패배하여 태극기 세력이 약화되자 정광용을 원색적으로 비난하며 태극기 세력분열선동에 적극 나선다. 조원진이  태극기 세력을 재규합하기 위해 대한애국당을 창당하자 여기에 참여하여 최고위원으로 선출되었으나 부정한 자금유용, 지도부 음해, 과도한 당권요구를 일삼다가 출당되었다. 이때 변희재의 모함에 시달리던 정미홍은 지병이 악화되어 사망에 이른다.

### 테블릿피시 조작설 유포
일베에서 무단 규합한 손석희의 태블릿 피시 조작설로 탄핵기각운동본부 사무총장 정광용과 태극기 세력의 신임을 얻은 변희재는 본격 태극기 집회에 참여한다. 그러나 정작 태블릿 피씨의 진실을 밝히기는커녕, 손석희를 규탄한다고 선동하여 태극기 동조인원을 모아 손석희 자택에서 규탄집회를 하며 협박과 폭언을 일삼아 구속되었다. 이에 대하여 법정에서 공식 사과하였으나 징역형에 처해졌다. 보석을 신청하여 5000만원을 지급하고 풀려났으나 본인은 보석신청을 한 적이 없다고 이를 언급한 강수산을 고소하였다.
1차 듣보잡 논쟁
변희재는 ‘듣보잡’이라는 모욕적 표현 남용에 대해서 진중권과 전유경 등을 서울지검에 고소하였다. 변희재는 진중권과 김상기, 권택근 등 공적 글을 쓰는 사람들이 마음대로 모욕을 행하니 네티즌들이 이에 선동된 것이라고 주장하였다. 2010년 2월 5일 법원은 진중권에게 변희재에 대한 허위사실 유포와 모욕행위를 물어 벌금 300만원을 선고하였다.

#### 2차 '듣보잡' 논쟁
2009년 5월에는 노무현 전 대한민국 대통령의 죽음과 국민장에 대해 국민의 세금이 1원도 쓰여서는 안 된다며 비판했다. 이때 방송인 전유경은 다시 그를 듣보잡이라 불러 논란이 되었다.
방송채널 와이텐뉴스의 전유경 아나운서는 5월 27일 변희재가 노무현 전 대통령에 대해 '조폭 보스'라고 비난한 것에 대해 "말 그대로 웬 '듣보잡'이 관심받고 싶어서 이 때다 싶어 튀어나온 것일까요"라며“사회가 전반적으로 어지러운 시기에는 반기를 들고 나온 사람이 논객으로 추앙받기도 하지만, 이번에는 사람이나 시기나 영 잘못 선택했다는 생각이 든다”고 공개적으로 비판했다. 그는 이어 "영결식도 하기 전에 (국민장으로 해서는 안 된다는 등의) 이런 의견을 피력하는 것이 고인에 대한 기본적인 도리와 예의는 아니라고 생각한다"며 "(자꾸 변희재, 변희재 하니까) 제 입이 더러워질 것 같아 양치질이나 좀 하고 오겠다"고 말했다. 전유경은 "한동안은 국민들의 패닉상태가 이어질 것 같다. 노 전 대통령의 서거를 두고 아직까지 의견이 분분하며 앞으로도 그럴 것 같다”며 “지금은 어떠한 말보다 잠시라도 조용히 그 분의 넋을 기리고 추모하는 것이 국민의 한 사람으로써 마지막으로 해야 할 도리가 아닌가 생각해 본다"고 지적했다.
이와 관련해 변희재 대표는 "전유경 씨를 상대로 법적 대응을 하고 싶지만 전씨가 공개토론에 응한다면 법적 대응은 하지 않을 것"이라며 "현재 와이텐뉴스에 명예훼손 게시물 삭제요청을 했으며 삭제가 늦어질 경우에는 법적 대응을 하겠다"고 밝히기도 했다.

### 안철수 논쟁

#### 방송 활동과 안철수 논쟁
2010년 이후에는 방송의 공개 토론에도 출연하여 활동하였다.
2013년 5월부터는 안철수 의원이 몇 가지 거짓말을 했다고 주장했다. 그는 안철수에 대한 군 입대와 관련된 이야기, 맥아피로부터 천만불 투자를 제안받은 것을 거절했다는 이야기, 편안한 의대교수의 길을 포기하고 벤처사업에 나섰다는 이야기가 거짓신화라는 주장을 자신이 대표로 있는 미디어워치 홈페이지에 개제했으며, "거짓말을 바로잡지 않는다면, 안철수 의원실, 출판사와 MBC, 교과부 등에 국민 1인당 100만원씩, 1조원의 국민집단소송 걸어 진실을 바로잡겠다."고 발언했다.
변희재는 한국인터넷미디어협회 명의로 안철수 의원실, MBC 문화방송(대표 김종국), 방송문화진흥회(이사장 김문환)에, 2009년 6월 17일에 방영된 MBC 무릎팍 도사에서 안철수 의원이 직접 유포한 세 가지 거짓말과 한가지 확인되지 않은 사실을 정정하라는 내용증명을 발송하기도 했다.

## 저서

### 단독 집필
- 《호남대권선언, 김대중에서 송영길로!》 2024년
- 《나는 그해 겨울 저들이 한 짓을 알고 있다》 2023년
- 《변희재의 태블릿, 반격의 서막》 2022년
- 《변희재의 태블릿 사용 설명서》 2021년
- 《손석희의 저주》2017년 12월
- 《변희재의 청춘투쟁》2014년
- 《2007 대권 포털이 결정한다》2006년 5월
- 《아이러브 인터넷》2000년 11월
- 《스타비평 3》
- 《스타비평 2》
- 《스타비평 1》

### 공저
- 《억지와 위선》2009년 12월, 북마크, 김광동,김성욱,변희재 공저
- 《코리아 실크 세대 혁명서》2008년 5월 변희재, 여원동 공저

## 약력
- 1999년 1월 대학 재학 중 대자보 창간, 기자
- 1999년 스타비평 춘간[33]
- 인물과 사상지 동인
- 2002년 서프라이즈 고정 필진
- 2003년 1월 서프라이즈 운영자[34]
- 2003년 2월 21일 라디오 21 진행자[13]
- 2003년 KBS 방송 시청자 위원
- 2003년 3월~5월 19일 서프라이즈 대표
- 2003년 5월 19일~2005년 시대소리뉴스 필진
- 2003년 5월 19일~2004년 4월 서프라이즈 정치담당 고정 필진
- 2003년 5월 22일~2004년 4월 한겨레 신문 논설위원
- 2003년 스포츠서울 객원논설
- 2003년 브레이크뉴스 편집국장
- 2004년 브레이크뉴스 기획국장
- 2004년 신데렐라뉴스 대표, 브레이크뉴스 기획위원
- 2005년 조선일보, 동아일보 논설위원
- 2006년 인터넷신문 빅뉴스 대표 겸 기자
- 2007년 3월 한국인터넷미디어협회 정책위원회 위원장
- 미디어발전국민연합 공동대표
- 2008년 5월 16일 실크로드 CEO포럼 대표
- 2009년 3월 주간 미디어 워치 창간, 대표 겸 기자
- 2011년 뉴데일리 논설실 실장
- 2012년 한국인터넷미디어협회 회장
- 2017년 대한애국당 정책위원회 의장
- 2017년 대한애국당 최고위원

## 그 외 활동

### 미디어 비평
2000년 5월에는 화상 채팅 등에 대한 긍정적인 견해를 밝히기도 했다. 그에 의하면 “글쓰기로 말하면 1인칭 방식이다. 자기의이름, 자기의 얼굴로 이야기하는 것이 처음에는 두렵고 어색하지만 오히려익명이 주는 위선과 기만을 떨쳐버릴 수 있기 때문에 더 큰 카타르시스를줄 수 있다”는 것이다. 2000년에는 16개의 인기 인터넷 사이트의 운영자들과 면담, 인터뷰를 하고 '아이 러브 인터넷'을 출간하기도 했다.

### 실무인사 기관장 추천론
2003년 2월 12일 KBS 신임 사장 인선 관련 공청회에 참여했을 때는 코드 인사, 낙하산 인사가 아닌 방송을 잘 아는 인물이 선임되어야 한다는 견해를 피력하였다. 당시 인터넷사이트 '서프라이즈' 운영자였던 변희재는 "KBS 사장은 늘 '지사풍'의 언론인이 와야 한다는 강박관념이 잘못된 인선을 부른다"며 "지금 이 자리에서 언급되고 있는 언론인 정모씨나 강모 교수가 사장으로 선임이 된다고 해도 보도국과 교양프로만 챙기는 사장이 될 것이다. 언론인 중 방송을 아는 인물이 와서 현재 문제가 많은 오락프로 등도 개선해야 할 것"이라고 밝혔다. 그는 또 "시청률에 대한 부담이 상대적으로 덜한 KBS는 이제 '공정성'이라는 말보다는 '실험성'을 강조해야 할 것"이라고 강조했다.
그는 'KBS 사장으로는 개혁성·도덕성·전문성을 갖춘 인물이 선임돼야 한다. 하지만 현실적으로 3박자를 고루 갖춘 인물을 찾기가 쉽지는 않을 것이다. 사장 선임 문제 외에도 KBS는 실험정신이 부족한 것 같다.'고 지적했다. 이어 '시청자로부터 시청료를 받는 공영 방송으로서의 이점을 살려야 한다. 프로그램 개발에 신경을 써야 한다는 말이다. 프로그램 개발을 위해서는 일선 PD들 간에 정보 공유가 활발히 이루어져야 한다. 이를테면 오락프로그램의 PD들은 개혁적인 공익프로그램으로부터 개혁성을 배워야 하고, 공익 프로그램은 오락프로그램의 장점인 '재미'를 배워야 한다.'고 하였다. 그는 또 "KBS 사장은 늘 '지사풍'의 언론인이 와야 한다는 강박관념이 잘못된 인선을 부른다"며 우국지사형 인물보다는 그 분야의 일을 잘 아는 인물을 선임, 인선해야 한다고 강조했다.

### 교육 개혁론
2003년 2월 25일 노무현이 대통령에 당선된 직후 그는 교육 개혁론을 주장하며 전성은 거창 샛별중학교 교장의 교육부총리 추천 운동을 주도하였다. 당시 서프라이즈 칼럼니스트로 활동하며 전성은 교장 추천 서명운동을 하던 변희재는 한국의 교육은 "지금껏 낮은 교육에 대해 관심을 보이지 않은 스카이대학 출신 대학 총장들이 교육계의 수장이 되면 절대로 교육개혁이 되지 않는 구조적인 문제"를 갖고 있었다며 "정말로 교육을 한번 바꾸어보겠다면 이제는 낮은 곳을 바라볼 수 있는 초중고교 교사 출신을 교육부총리에 앉혀야 한다"고 주장하였다. 당시 그는 "설사 전성은 교장이 수구세력의 기득권에 좌절한다 할지라도 새로운 세상을 바라는 모든 이들이 개혁을 지키려 나설 것"이라며 "제도나 학교 자체가 바뀌지 않더라도 이런 과정 하나 하나가 모두 교육개혁의 힘이 된다고 확신한다"고 강조하고 있다.
그의 이와 같은 주장에 상당수 네티즌들도 동의하였다. 아이디가 '심중석'인 한 네티즌은 "두 아들녀석을 각각 중학교, 초등학교에 입학시키고 출근했습니다. 이 아이들이 행복하게 인간답게 살수 있는 교육환경을 전성은 교장님이 만들어 주실것을 믿습니다"라며 전 교장을 추천했다. '맘대로'라는 아이디를 가진 네티즌은 "제발 노무현 끝내기 안타로 경기를 끝내다오!'라고 말하며 노 대통령이 전 교장을 뽑는다면 이번 내각과 관련한 각종 딴지걸기와 잡음에 종지부를 찍을 수 있을 것이라고 우회적으로 밝히기도 했다. 특히 한 네티즌(libero66)은 '전성은 교육부장관'이 "노무현 내각의 화룡점정이 될 것"이라고 말하기까지 했다.
그는 2003년 2월~3월 내내 전성은 지지 운동과 서명운동을 벌였다. 그는 교육 개혁을 원한다면 서울대나 연고대 등 명문 학교 출신 인사보다는 낮은 자리에서 일한 실무형 인사를 추천할 것을 권고했다. 그러나 노무현 정부는 전성은 대신 윤덕홍을 선택했다.

### 방송 사회자 임명차별 비판
2003년 6월에는 각 방송사에서 젊은 여성 앵커들을 간판스타로 내세우는 점을 문제점으로 지적, 비판하였다. 2003년 6월에 발간된 <인물과 사상> 6월호는 ‘왜 여성앵커는 젊고 예뻐야 하는가’ 라는 글을 실었다. 여기서 그는 방송 앵커의 성차별, 그리고 여성 앵커의 연령 차별 문제를 다루었다.
이 글에서 변희재는 남녀앵커구도에 대해 “40대의 최소 차장급 이상 남성앵커를 앉혀서 보수적인 중년들에게 안정감을 주고, 여성앵커는 자기들 입맛에 맞는 예쁘고 젊은 여성을 택하게 되어있다. 그게 바로 1987년 백지연 카드였고 이 카드가 성공하는 바람에 2003년도까지 성차별적 뉴스가 매일 공중파를 통해 전달되고 있다”고 비판했다.
그는 인물과 사상 6월호에서 방송사의 앵커, 진행자 임명의 비합리성을 지적, 논박했다. 이후 방송사에서는 중장년 남성과 젊은 여성 진행자 위주로 선정하던 것을 개정, 젊은 여성 사회자 외에도 중년 여성 사회자, 중년 여성과 젊은 남성 사회자로 편성한 방송, 프로그램들도 등장하기 시작했다.

## 논란 및 이슈

### 여기자 비판과 그에 대한 논란
변희재는 브레이크뉴스 편집장 시절인 2004년 9월 24일 〈기자가 몸팔아 스타 인터뷰하는 현실〉이라는 제목의 글을 올렸다. 이 글에서 변희재는‘여기자들이 취재를 위해 몸을 팔고 여자 방송작가들도 그런 경우가 많다’는 주장을 하여 논란을 일으켰다. 한 언론사는 변희재가 ‘방송작가들도 그런 경우가 많지만 놀라지 않는데 여기자들은 엄청난 모욕을 느낀 것 같다’는 발언을 했다고 보도하였으나, 변희재는 자신이 방송작가를 언급한 적이 없다고 변명했다. 한 인터넷 언론사 편집장은 이 기사를 두고 사실확인 없는, 의식 수준이 의심스런 성차별적 발언이라고 지적하였다.
결국 변희재는 2004년 10월 15일 ‘여기자협회 전체 회원들과 패션지와 여성지 기자 분들에게 사과한다’며 사과문을 브레이크뉴스에 올렸다.

### 노무현 전 대통령 서거 관련 발언과 논란
2009년 5월 29일 전 대통령 노무현의 사망 직후 그의 국민장에 대해 극도로 비난하여 구설수에 올랐다. 변희재는 '노 대통령 장례에 국민세금 들이지 마라'는 글을 자신이 운영하는 매체에 발표했다. 변희재는 노무현의 국민장에 대해 ‘국민의 한 명으로서, 내가 번 돈으로 세금을 국가에 내는 납세자의 한 사람으로서 노 전 대통령의 장례식에 국민 세금은 단 1원도 투입돼서는 안 된다’며 ‘측근을 살리기 위해 장렬히 몸을 던지는 조폭의 보스나 다름없는 사고’라고 자신이 운영하는 빅뉴스의 홈페이지에 기고하여 논란을 일으켰다. 그는 "노무현 전 대통령 장례 절차에 국민 세금을 쓰지 말아야 한다"는 취지의 주장을 하면서 한때 논란이 되기도 했다.
이후 여러 언론들이 변희재의 발언을 비판하였으며 그중 조선일보가 “상당수 국민들의 자발적인 추모 의지를 정치적으로 해석하는 것은 무례한 일”이라며 “망자에 대한 순수한 연민과 애도에 상처를 내는 건, 진정한 보수의 길, 사람의 태도와는 거리가 멀다”고 변희재의 발언을 비판하자 이에 변희재는 반발하여 빅뉴스에 “조선일보가 아무리 좋은 의견을 내도 정치적으로 끊임없이 의혹을 받아 왔으면서, 어떻게 그 신문의 부장이 다른 사람의 글을 ‘정치적으로 해석했다’ 비판하느냐”며 반박했고, 며칠 후 미디어워치 발행인 컬럼을 통해 “아직도 짙게 깔려 있는 안티조선의 잔재를 완전히 걷어내려면 필자와 언론사가 서로 순수하게 접근하지 않으면 안 된다”며 조선일보에 순수성을 되찾자는 제안을 했다.

### 김민선(김규리) 발언 비난
2008년 5월 탤런트이자 배우인 김민선(개명 이후의 이름은 김규리)이 자신의 미니홈피에 ‘미국산 쇠고기를 먹느니 차라리 청산가리를 입에 털어 넣겠다’는 발언을 했는데, 이후 2009년 8월 10일 미국산 쇠고기 유통업체 에이미트가 MBC PD수첩의 광우병 관련 방송 프로그램과 김민선의 발언을 두고 MBC PD수첩 제작진 5명과 김민선 씨에게 3억대의 손해배상청구 소송을 냈다. 이에 대해 한나라당의 국회의원 전여옥은 연예인의 발언이 사회에 미칠 영향을 우려하며 이를 두고 연예인은 발언이 사실에 기초하는지 알아보아야 하며 발언에 사회적 책임을 가져야 한다고 비판했다. 전여옥의 주장에 대해 배우 정진영은 미니홈피에 올렸던 사회 현안에 관심을 가지고 의견을 표명하는 것은 정치 행위가 아닌 시민으로서의 기본적 권리라고 비판하였다.
변희재는 “배우 김민선은 공인을 떠나서 인간적으로 매우 뻔뻔하다는 생각이 들 수밖에 없다”고 비난했다. 이어서, 김민선과 정진영을 두고 사회적으로 파장을 미칠 만한 자기 의견을 개진할 지적 수준이 안 된다고 말했으며, “김민선의 당시 글은 미국산 쇠고기가 청산가리 정도로 위험하다는 사실적 판단에 기초한 의견 개진이다. 김민선은 미국산 쇠고기가 청산가리 정도로 위험하다는 사실 관계를 입증하지 못하면 허위사실 유포에 의한 명예훼손죄로 처벌받을 가능성이 매우 크다”고 주장했다. 이에 대해 배우 박중훈이 트위터에 ‘지적 수준 평가 고시라도 만들어서 일정 시험에 통과된 국민만 말할 수 있는 법이라도 만들어야겠다’고 비꼬았으며, “얼마 전 어떤 사람이 배우 정진영씨가 사회적으로 파장을 미칠 만한 이견을 개진할 지적 수준이 안된다고 했답니다. 저는 정진영씨와 영화 황산벌을 같이 촬영한 적이 있어서 잘 아는데요, 제 눈엔 매우 공부하고 사색하며 자기성찰을 게을리 하지 않는 사람이거든요. 큰 일 났습니다. 제가 정진영씨 보다 지적 수준이 안되는데 어떡하죠? 저도 글 올리는걸 그만둬야 하나요?. 근데 그 분께 묻고 싶네요. 본인의 지적 수준은 높으신가요? 지적 수준의 기준은 뭔가요? 무쟈게 궁금하네... 아! 지적이고 싶다. 글 좀 떳떳이 쓰게...”라고 덧붙였다.
이에 대해 변희재는 "사회적 발언을 하려면 최소한 1주일에 2~3권 이상의 사회과학서, 인문과학서 책을 읽고, 매일 신문과 잡지의 글을 최소 3시간 이상 읽고, 정부 정책 등에 대한 보고서도 주마다 서너 편씩 읽어라"라고 하면서, 이어, "참고로 나의 경우는 수많은 공격적 글을 쓰지만, 10년 간 오직 단 한번 소송에 걸렸으나 법적 책임을 물은 바 없고, 언론중재위에서 정정보도 판결도 받은 바 없다."라고 거짓 주장을 폈다.
이에 대해 작곡가 방시혁은 일간스포츠에 칼럼을 기고하여 "변희재가 내 후배인 것이 부끄럽다. 변희재의 이번 발언은 사실관계를 왜곡했을 뿐더러 추측으로 일관하고 있는 불건전하기 짝이 없는 발언이며 그렇기에 이 주장에 근거한 모든 비판 전체가 아무런 의미도 없다고 할 수 있다. 게다가 더 큰 문제는 이런 프로로서의 기본 윤리조차 안 지키는 분이 버젓이 논객이라는 이름을 달고 활동하고 있다는 점이다."라고 비판했다. 또 "나는 인문대를 차석으로 졸업했다. 변희재도 대학 졸업 이후의 학력이 따로 없는 걸로 알고 있으니 지적 수준 운운하지 않길 바란다."고 말했다. (변희재와 방시혁은 서울대학교 미학과 1년 선후배임.)
방시혁의 칼럼에 변희재는 빅뉴스를 통해 "작곡가는 음악으로 승부를 해야지 쓸데없이 사회적 논쟁에 승부를 걸 필요는 없다"고 하였다.
변희재는 2014년 5월에도 프로야구 선수인 오승환과의 열애설에 대해서 "김규리의 자작극"이라고 주장 하면서, 김규리로 개명한 김민선에 대해 "김규리 이름은 원래 김민선이었죠. ... 남의 이름으로 자신의 전과를 백지세탁하는 교활한 자입니다. ... 온갖 저질 거짓선동으로 자신의 이름을 먹칠한 뒤, 멀쩡한 '김규리'라는 남의 이름으로 나타날 수가 있습니까. ... 그 시절 청산가리킴은 '학교1'에서 배두나 따라다니는 엑스트라에 불과했습니다. 광우병 거짓난동으로 친노종북에 붙은 뒤 남의 이름 빼앗은거죠."라고 인식공격성 발언을 했다. 이에 대해 누리꾼들은 "김규리 오승환 열애설 사실이든 아니든 변희재는 뭐하는 사람이지?" "김규리 오승환 열애설, 변희재는 왜 끼어든 거지?" 등의 반응을 보였다.

### 공지영 외모비하
공지영이 투표 독려 관련 자신의 민낯을 트위터로 공개하였다. 그러자 변희재 미디어워치 대표가 트위터를 통해 “공지영 생얼(민낯) 보고 토할 뻔 했다”는 글을 올려 논란에 휩싸인 가운데, 공 작가가 반격에 나섰다.
변 대표는 지난 4·11 총선 당시 공 작가가 투표 인증샷을 공개한 것과 관련해 “총선 때 공지영이 투표 독려한다고 자기 생얼 올렸잖아요. 진짜 토할 뻔했어요. 50 먹은 여자가 생얼 왜 올립니까? 공주병은 확실해 보여요”라는 글을 2일 자신의 트위터에 게재했다.
이어 그는 “공지영 생얼 검색해서 보세요. 정말 끔찍합니다. 공지영 님의 외모를 비하한 게 아니라 정신 상태를 비하한 것이니 오해 없기 바랍니다” “공지영이 특별히 역겹게 생겼다는 게 아니라 자기 생얼 올려주면 투표독려가 될 거라는 미친 여자의 정신 상태를 지적한 겁니다”라고 공격했다. 이에 공 작가는 자신의 트위터에 “중학생 아들이 포털사이트 보고 ‘엄마 공지영 생얼 이거 뭐야?’ 묻는다 ㅠㅠ”며 “집 앞에서 약속인데 생얼로 못 나가겠다 흑!”이라고 심경을 밝혔다.
논란이 불거지자 변 대표는 이날 오후 6시52분께 트위터에 “공지영 생얼 이야기 시작은 제가 공지영은 그나마 진실성이 있다고 높이 평가하면서 다만 정신이 이상하다 덤으로 붙인 거죠. 그런데 제가 공지영 보고 토할 거 같다는 게 기사로 공식화되니, 어처구니 없는 겁니다. 이게 대체 한국 언론 수준입니까”라고 발언을 했다.
또한 빅뉴스 측에서는 공지영이 자신의 외모를 무기로 이용하려 든다며 부당하다고 주장했다. 공지영이 자신의 생얼을 공개한 행위가 얼굴을 무기로 정권 심판론을 부추기려 한 정치적 의도가 있는 것이자 친노종북매체의 선동으로 그녀 자신의 피해만 확산되고 있을 뿐이라 평했다.

### 19대 총선 발언
2012년 4월 그는 총선 직전 투표 권고에 대한 비판을 하기도 했다. 대한민국 제19대 총선 때 그는 "투표율은 정치 후진국일수록 높습니다. 동남아 정치후진국들 투표율 80% 다 넘어요"라고 높은 투표율과 후진국이 서로 연관되어 있다고 주장하였고 "투표하지 않는 60%의 2030세대 청년들이 대한민국의 기둥입니다"라고 했다.

### 낸시 랭 발언 진위논란 제기
2012년 4월 행위예술가 낸시 랭과 변희재가 온라인 채널 인사이트 TV의 '3분토론'에 출연하여 논쟁을 벌인 이후, 변희재는 2013년 4월부터 낸시 랭의 여러 발언들에 대한 진위 의혹을 집중 제기하였다. 이에 대해 낸시 랭이 제기한 손해배상 청구 소송에서 변희재는 낸시 랭에게 500만원을 배상하라는 판결을 받았다.

#### 가족사 진위 논란
먼저 낸시 랭의 아버지 생존 여부가 논란이 되었다. 그간 낸시 랭은 방송 및 언론에서 자신의 아버지가 교통사고로 사망했다고 밝혀왔기 때문이다. 2013년 1월 낸시 랭은 이데일리와의 인터뷰에서 '대학원 졸업할 당시 아버지를 교통사고로 보냈고, 17년 동안 암 투병하시던 어머니는 지난 2009년 2월 세상을 떠났다. 외할머니마저 그 후로 1년 돌아가셨다.'라고 밝힌 바 있다. 그러나 변희재는 동년 4월 16일 낸시 랭의 아버지 박상록은 생존해 있으며, 2012년 3월 종로에서 공연을 했다는 주장을 트위터에 올려놓은 데 이어 "대학원 졸업 후 교통사고로 돌아가셨다는 낸시 랭의 부친 박상록의 2011년 안산 자원봉사 공연이다. 인간성 좋기로 유명한 분이다. 하여간 한국에 팝을 최초로 보급하고, 인성 좋아 후배 가수들 챙기는 걸로 유명한 분"이라며 관련 동영상을 공개하면서 논란을 일으켰다.
이후 관련 언론사들은 부친 생존설이 사실로 확인되었다며 정정 보도문을 발표하였고, 이후 낸시 랭 본인도 가수 박상록이 아버지라고 사실상 인정하였다. 박상록의 최측근의 증언에 의하면, 낸시 랭은 아버지의 소재가 확인되기 전까지 실제로 아버지가 죽은 것으로 알고 있었다고 한다.
강원도 속초시에 칩거하고 있던 박상록은 이후 자신의 가까운 후배와 함께 e뉴스24와의 인터뷰를 통해 가족사, 자신과 낸시 랭과의 관계, 대중의 오해에 관하여 해명하고 자신의 입장을 밝혔다.

#### BBC 초청 주장 진위 논란
2013년 4월 19일 언론 인터뷰에서 그는 BBC 방송의 초청을 받았다고 밝혔다. 그러나 5월 초 변희재는 전화 확인 결과 낸시 랭이 영국 BBC 방송의 초청을 받은 일이 없다고 주장하고, 이를 보도한 언론사를 언론중재위원회에 중재 신청하였다.
이후 낸시 랭의 주장을 보도하였던 언론사들은 "BBC가 낸시 랭을 초청한 사실이 없음을 확인하였다"고 밝히고 이에 대한 정정 보도를 발표하였다.

#### 출생년도 및 출생지 논란
낸시 랭 본인은 자신이 1979년 미국 뉴욕 출생이라고 주장해 왔고 대한민국의 주요 포털사이트 프로필에도 1979년 미국 출생으로 되어 있으나 가수 박상록의 누이(낸시 랭에게는 고모)는 그녀가 1976년 대한민국 서울 출생이라고 주장하고 있다고 하며, 변희재는 1976년 서울 출생으로 되어있는 낸시 랭의 석사 논문 표지와 '박혜령'이라는 그녀의 한국 이름으로 기재된 졸업사진 및 1989년도 서울 구정초등학교 졸업 앨범 표지를 공개하면서 출생년도와 출생지를 속인 것이 아니냐는 의혹을 제기하였다.
2013년 5월 21일, 대한민국의 연예 언론사 e뉴스24는 최측근과의 인터뷰 및 자체 조사를 통해 낸시 랭은 1976년생이 맞으나 그 동안 나이를 속여온 것으로 확인되었다고 보도하였으며, 대한민국의 다른 언론사에서도 이를 사실로 단정하지 않을 뿐 공식 나이의 진위 여부에 대해 조심스럽게 의혹을 제기하는 등 논란이 계속되었다. 그러나 낸시 랭은 현재까지 이에 대한 직접적인 언급을 하지 않고 있다.

#### 랭샵 폐쇄 공지 논란
2013년 8월 22일 랭샵 폐쇄와 함께 홈페이지에 올린 공지에서 낸시 랭은 “변모와 일베들의 저에 대한 악의적인 신상털이와 음해로 인해 직원들까지 개인신상이 주변에 알려지고 있다”며 회사로 전화가 와서 낸시랭에 대한 욕설을 하는 등, 고통을 겪고 있다고 주장했다.
이에 대해 변희재는 8월 21일 자신의 트위터에 "미디어워치와 일베에서 전화 빗발쳐서 랭샵 문 닫는다는 낸시랭, 경찰 고소해주면, 경찰이 알아서 다 통화 내역 검토해줄 겁니다. 이미 낸시랭의 거짓말로 여러 언론사가 정정보도를 하는 수모를 당했는데 또 낸시랭의 거짓말 그대로 보도하는 기자는 공범으로 간주, 언중위 절차없이 그냥 낸시랭과 똑같이 형사고소로 갑니다"며 낸시 랭을 맹렬히 비난했다.

#### 낸시 랭 종북 주장 발언
변희재는 행위 예술가 낸시 랭에 대해서 종북이라고 주장하여 논란이 되었다. 그는 '사람 하나의 머리와 양심을 재단하지 말고, 밖으로 드러난 노선과 정치적 행위와 발언만 갖고 세력을 판단해야 한다'며 정치적 세력으로서의 종북 세력의 개념을 주장했다. 이에 이후 낸시 랭은 CBS 라디오 '시사자키 정관용입니다'에 출연했을 때 종북에 관한 물음에 대해 '그게 뭔지 모르겠다.'고 답하고, 이 날 방송에서'얼마나 주목받고 싶고 뜨고 싶으면 저를 보고 종북주의자라고 말하겠느냐'고 답했다.

### 박원순 서울 시장의 선거기탁금 기부
2013년 3월 변희재는 자신의 트위터에 "(박 시장의) 재산이 부채 3억에서 1년 만에 5억으로 늘었는데 그게 기부 때문이랍니다.", "서울시장 급여가 연봉 2억쯤 될 텐데, 연봉으로 빚은 안갚고 기부까지 했다. (박 시장의 빚은) 채권자가 전혀 독촉하지 않는, 개인 비자금이라 봐야 한다."라는 글들을 올렸다.
그러나, 공직선거법의 '반환 기탁금 및 보전 비용에 관한 규정'을 보면, 무소속 후보자는 반환된 선거 기탁금을 정당이 아닌 국고에 귀속하거나 사회복지시설에 기부하게 돼 있는데, 박 시장은 몇몇 사회복지기관에 9793만원을 기부했으며 이는 서울시장 재보궐 선거 뒤에 반환받은 기탁금과 선거 보전 비용 중 일부로, 법규에 따른 것이었으며 연봉으로 기부했다는 발언은 기본적인 사실확인도 거치지 않은 것으로 밝혀졌다.
이에 대해 한 누리꾼이 사실관계에 대해 따져 물었으나, 변희재는 박 시장이 연봉으로 기부했다는 자신의 발언은 해명하지 않았다.

### 진중권의 학위논문도 표절이라고 주장
2013년 6월 미디어워치 대표인 변희재는 자신의 서울대학교 미학과 12년 선배인 진중권 동양대학교 교수가 서울대학교에서 받은 석사의 학위논문이 표절이라는 주장을 재차 했다.
진 교수는 "표절? 걍 변TM에 충전되는 소리라 생각하시면 됩니다. 한 번은 용서하고 넘어갔지만 두 번은 용서 못 합니다."라고 트위터에 글을 올려 응수했다. '변TM'은 '변희재는 돈나오는 ATM기'라는 뜻이다. 진 교수는 "석사논문 방금 복사한 거 받아서 다시 읽었습니다. 지금 읽어도 상당히 수준이 높네요. 자, 내가 통째로 베꼈다는 그 정체불명의 책을 제시하시죠"라면서 논문의 초록을 첨부했다. 또한, "결국 정체 모를 일본책을 통째로 베끼느라 진중권이 특별히 러시아어를 배워 원본으로 텍스트를 읽고 불어로 초록을 달았다는 거죠. 작업했던 원본 그대로 남아 있고 참고 문헌 번역해 놓은 자료들도 일부 남아 있습니다"라면서 변 대표의 주장을 일축했다. 이어 "참고 문헌 일부는 내가 아예 번역을 해서 갖고 있습니다. 자기를 기준으로 남을 판단하면 안됩니다. 자기가 그럴 거라고 남들도 그럴 거라 착각하면 곤란하죠"라고 맞받았다.

### 안철수 라면값 발언 비난
2013년 6월 4일 안철수는 국회의원 당선 직후 첫 정책간담회에서 라면 값이 얼마냐는 영세 대리점주의 질문에 제대로 답변하지 못했다. 변희재는 이를 트집 잡았다. 변 대표는 "라면 마니아 안철수, 라면 값 모를 수 있습니다.... (중략) 협찬 받아 먹었으면... (중략)"이라고 강하게 비판했다. 이어 "'안철수는 라면 마니아. 신제품은 모조리 먹어본다', 아무리 라면 협찬받았다 해도 이건 좀 심하네요. 라면 마니아가 어떻게 라면 가격을 모릅니까."라며 한 매체에 올라온 관련 동영상을 올렸다.
이 동영상에서 안 의원은 라면 한 묶음을 박스에서 꺼내 가격을 묻는 대리점주의 질문에 '천원...'이라고 하고 있는데, 변희재는 "안철수 이거 서민흉내 내느라 라면 마니아라고 사기치고 다니다 걸린 게 명확하네요. 안철수 다음 뉴스에 나올 때, 알고 있는 라면 이름 다 대보라 그러세요. 두 개도 제대로 못 댈 겁니다.”라고 말했다.
그러나, 변희재는 2008년 한나라당 당대표 선출을 위한 KBS 라디오 토론회에서 공성진 후보의 "버스 기본요금이 얼마인지 아느냐?"는 질문에 정몽준 후보가 "요즘은 카드로 타는데, 한 번 탈 때 70원 하나요?"라고 대답한 것에 대해서는 비판하지 않았다. 정몽준의 이 발언은 2014년의 서울시장 출마 때에도 누리꾼들 사이에서 다시 비판 받았으나, 변희재는 역시 별다른 반응을 내놓지 않고 있다.

### 변리바바와 600인의 고기도적
2013년 12월 17일 저녁 서울 여의도순복음교회 근처의 고깃집에서는 '보수대연합 발기인대회' 뒷풀이가 열렸다. '보수대연합 발기인대회'에는 대한민국어버이연합, 대한민국종북감시단, 납북자가족모임, 자유대학생연합 등 25개 우파단체 회원 600여명이 모였다. 발기대회를 마치고 뒤풀이때에는 원래 200명으로 예약된 식당에 400여명의 인파가 몰려서 북새통을 이루었으며 (변희재측 워딩으로는 "최소한 200명 이상 올 것이니, 400석 전체 예약하고, 넉넉히 준비하라")뒷풀이가 끝나고 뒷풀이 비용을 지불할 때 발기대회의 주최측은 서비스 불량(초벌이 안 된 생고기를 업체측에서 내었다, 서빙을 하는 인원이 부족한 상태에서 뒷풀이에 참가한 회원들이 직접 셀프 서빙을 했다고 주장함.)을 이유로 총 비용 1,300만원 중 300만원을 할인을 요청하였으나 식당측에서는 할인을 거부하였으며, 결국은 지불하지 않고 가버렸다.
변희재가 대표로 있는 인터넷 매체인 미디어워치는 "보수대연합, 1천만원 매출 올려주고 '창고'에 뒤통수 맞아"라는 제목의 이 기사에서 "보수대연합 측은 현재 1000만원을 먼저 지급하고 나머지 약 300만원을 지급하지 않은 상황이다"라며 '미지급 사실'을 인정했다. 그러나 변희재는 "식당의 서빙 인력이 3명밖에 없어 행사 진행이 안되자 서빙을 보수대연합 회원들 및 미디어워치 직원들이 행사 내내 직접 했으며, 밑반찬, 식사 등에 대해서 제대로 공급 받지 못했고, 직화구이 고기가 아니라 생고기가 나오는 등 제대로 된 서비스를 받지 못하였다"는 보수대연합 쪽의 주장을 전했다.
이에 관해 식당 측은 총 관련 인원수는 주방과 홀 인원을 포함하여 8명 이었으며 200명 예약이었지만 실제 방문한 사람은 600명 이었고, 생고기 논란에 대해서는 본래 초벌을 구워서 제공하는 가게로 예약인원수에 맞춰 준비하였으나 예약인원수의 3배였기에 초벌구이가 부족했으며, 초벌 고기가 부족하자 생고기라도 내줄것을 요청한 쪽은 변희재측이라고 증언하였다.
이 사건이 일파만파로 퍼지고 대중들의 비난이 쏟아지자 변희재는 미디어워치를 이용하여 해명하는 과정에서 종북 발언을 하여 구설수에 오르기도 했다. 2014년 1월 9일 "식당의 회장이라는 인물은 친노종북 편향의 평론가 정관용씨와 함께 어울리는 등의 행보를 보였다.", "식당 주인은 누구와도 친할 수 있다고 봤는데, 언론에 직접 고자질하는 걸 보니, 처음부터 계획된 것으로 보인다"고 주장한 것이다.
이 사건에 대해 성공회대 겸임교수인 탁현민은 자신이 진행하는 팟캐스트 방송에서 '알리바바와 40인의 도적'에 빗대 '변리바바와 600인의 고기도적'으로 표현했고, 인터넷 커뮤니티에서는 '변리바바', '600명을 먹이시다', '여의도 고깃집 간첩단 사건' 등의 풍자 패러디가 돌기도 했다.
한편, 이에 대해 진중권 동양대교수는 자신의 트위터에 "다음에 걍 정육점을 빌리세요. 가스통은 어버이연합이 들고 올테니 직접 구워드시면 훨씬 저렴할 것"이라고 비꼬았다. 진 교수는 또 "(변희재 씨가) 아마 성공한 뒤에 찾아가 갚을 생각이었을 겁니다. '제가 고기 먹고 튀었던 그 놈입니다' 변호인, 변희재. 같은 변씨잖아요"라는 글도 올렸다.
변희재는 2014년 1월 9일에 트위터를 통해 "창고에 오늘 300만원 입금시킵니다"라는 글을 올렸다.
이 사건은 변희재 측이 완납하지 않은 고깃값을 변제하는 방법으로 상호간에 원만하게 해결하였다고 진정사건을 접수한 서울서부지방검찰청 관계자가 진정을 종결하면서 진정인에게 밝힌 바가 있다.

### 채널에이에서 호남인 비하 망언
동아일보의 종합편성채널 채널에이의 프로그램인 '박종진의 쾌도난마'에서 호남인을 비하하는 발언을 했던 사실이 있다. 이는 2014년 3월 12일에 열린 방송통신심의위원회의 방송심의소위원회의 심의 결과를 언론 보도 전문지인 '미디어스'가 보도함으로써 뒤늦게 알려지게 되었다.
위 종편의 '이언경의 직언직설'(1월9일 방송분)은 또다른 종편인 '제이티비시'의 손석희 보도담당 사장에 대해 "논문 표절 때문에 문화방송에서 제이티비시로 갔다"고 변희재가 말한 내용을 내보내, 방송심의규정 가운데 공정성, 객관성, 명예훼손 금지 규정을 위반했다는 지적을 받았다. 또한, 변희재는 '박종진의 쾌도난마'(1월14일 방송분)에 출연하여 "호남은 민주당의 노예", "호남인들이 '부산 정권 만들겠다'는 문재인에 90% 몰표를 주는 것은 정신질환" 등의 말을 했는데, 이는 방송심의규정 가운데 품위유지와 사회통합을 위반했다는 지적을 받았다.
12일의 방송통신심의위원회 회의에 출석한 이기홍 채널에이 보도본부 부본부장은 "변희재씨를 채널에이 모든 프로그램에서 영구 출연정지시켰다"고 밝혔는데, 변희재는 다음 날 자신의 트위터에 "(자신과 같은 부류인) 마약, 폭행을 했던 연예인들도 다시 나오는데, 호남의 투표 행태를 비판했다고 영구 출연금지라면 그런 방송 안나가는 게 맞죠", "정신질환적 투표행태란 표현 양보할 생각 없습니다"란 글을 남겼다.

### 안현수의 러시아 귀화에 대한 발언
변희재는 2014년 2월에 자신의 트위터 계정에 "감독과 안현수 등 선수들이, 다른 팀을 찾을 동안 1년만 해체를 유예해달라고 부탁했는데도 이재명은 단칼에 거절, 자기 관용차부터 새 걸로 바꿔버렸다. 안현수는 바로 다음해 러시아로 떠났다."고 적었고 "안현수를 러시아로 쫓아낸 이재명 성남시장 등 매국노들을 처단해야 한다"라고 주장했다.
그러나, 안현수의 아버지 안기원이 "(안현수는) 성남시청 빙상팀이 해체되기 전에 이미 러시아행이 확정됐고, 팀이 해체되지 않았어도 러시아로 떠나는 것으로 결정했다. 팀 해체가 러시아 귀화의 동기가 아니다"고 밝혀, 변희재의 발언이 사실에 근거한 것이 아닐 가능성을 시사하였다.
한편, 이재명 시장은 17일에 자신의 트위터에 "안현수 귀화는 성남시청과 무관하다고 안현수 부친이 밝혔다"며 '손해배상 청구'를 언급하기도 했다.
이재명 성남시장은 (6·4 지방선거의 성남시장 후보 자격으로서) 2014년 5월 15일 자신의 트위터에 “변희재 법적조치 중”이라며 “명예훼손, 모욕, 선거법 위반 혐의로 고발했습니다”라고 밝혔다. 이어, “끝까지 책임을 물어서 ‘행동에는 책임이 따른다’는 평범한 진리를 깨우쳐 주겠습니다”라며 “민사 손해배상소송도 제기합니다”라고 전했다. 이 후보측은 '명예훼손 및 모욕, 공직선거법 위반 등의 혐의로 변 대표를 처벌해달라'며 서울지방경찰청 영등포경찰서에 제출한 고소장에서 "피고는 피고소인을 '종북' 또는 '종북세력에 기생하는 종북거머리'라고 지칭하고 '북한의 지령을 받고 움직이는 자들은 종북이 아니라 간첩'이라는 내용의 허위사실을 지난해 1월부터 최근까지 총 13차례에 걸쳐 자신의 SNS에 올려 이재명의 사회적 평가를 심각하게 침해했다."고 썼으며, 이 후보는 변 대표를 상대로 1억원 상당의 손해배상청구 소장도 수원지법 성남지원에 제출했다.
이재명 시장은 2014년 8월에 자신의 트위터에 "제가 변희재씨 형사고소한 사건은 서울서부지검으로 이송돼 계속 수사 중이고, 2억원 청구한 민사소송은 법원에서 재판이 진행 중"이라며 "제 사전에는 적당히 흐지부지는 없다. 그래야 꼬리를 잡아도 몸통을 흔들 수 있다"라며 손해배상청구소송을 끝까지 이어나겠다고 밝혔다.

### 국민미개 발언 두둔
2014년 4월 16일 발생했던 세월호 침몰 사고와 관련하여 정몽준의 막내 아들이 페이스북에 올린 글로 논란이 일자, 이에 대해 21일 트위터에 "대학도 안간 학생이라는 점 감안해야", "범죄가 아닌 한 학생들에게 표현의 권리를 주자"고 발언했다. 해당발언을 한 당사자는 2014년 5월 19일에 유족 100여명에게서 위임장을 받은 단원고 희생 학생의 유족 오모(45)씨에게 명예훼손 혐의로 서울 동작경찰서에 고소되었는데, 이에 대해 변희재는 “세월호 유족 중 한 명이 정몽준씨 아들을 고소? 현장에 유족밖에 없었다? .... 해도 해도 너무하군요”라는 글을 올리며 유가족들을 비난했다. 이에 진중권 동양대 교수는 자신의 트위터에 “자기는 듣보잡도 고소하면서…”라는 글과 함께 변희재가 정몽준의 아들을 옹호하는 기사를 링크했다. 누리꾼들은 "변희재 또 나설 줄 알았다", "변희재, 진중권 두분 완전히 앙숙이네요" 등의 반응을 보였다.
JTBC의 한 프로그램을 진행하던 시사평론가 정관용이 방송 도중에 눈물을 흘리자, "역겹다" "최근 JTBC 손석희, 정관용 등이 (안약을 넣어 눈물 흘리는) 낡은 수법을 쓰고 있는 듯합니다"라고 말했다. 이에 대해 누리꾼들의 비난이 일자, 변희재는 TV조선 김미선 앵커까지 언급하면서 "국가 재난 사태일수록 방송 앵커는 더 냉정해야 합니다. 젊은 앵커들이 감정을 못이길 수는 있지만, 앵커들의 눈물 감성을 선동한다는 건, 직업 윤리상 파렴치한 작태입니다"라고 운을 뗀 후 "앵커들부터 앞장서서 눈물 감성쇼하고, ... 다들 쇼맨으로 전락하고, 국민들은 방송의 쇼에 계속 선동당해야 합니다. 방통심의위는 즉각 징계에 나서야 돼요"라고 주장했다. 이 소식을 접한 누리꾼들은 “변희재 김미선 손석희 정관용 눈물, 너무한 것 아닌가?” “변희재 김미선 손석희 정관용 눈물, 맞는 말 같지만 너무 기계적인 것을 바라는거 아냐?” 등의 반응을 나타냈다.
연예인 이경규의 골프회동을 YTN이 보도 함으로써 촉발된 논란에 대해서는,“이경규 골프? 언론의 거짓선동이 문제지 연예인 골프가 뭐가 문젠가요?"라고 발언 하여 모처럼 진중권 동양대학교 교수와 비슷한 견해를 나타냈다. 이에 대해 누리꾼들은 "이경규 골프 회동, 진중권과 변희재 의견이 같다니", "이경규 골프 회동, 변희재·진중권 웬일이야?" 등의 반응을 보였다.
박근혜 대통령이 대국민 담화 발표 도중에 눈물을 보인 것에 대해 누리꾼들이 이의 진정성을 의심하는 글을 올리자, 변희재는 5월 19일 자신의 트위터에 "민간 선박 사고의 최종 책임은 대통령에 있는 건 아니다."라면서 "대통령 책임이 환산되면 수많은 민간사고 때마다 다 청와대 쳐들어가게 된다."라고 주장했다.

### 부산시장 오거돈 후보의 논문표절 주장
2014년 5월 23일 변희재가 운영하는 미디어워치 산하 연구진실성검증센터는 부산시장 후보인 무소속 오거돈 후보가 2002년 동아대 행정학과에서 작성한 박사 학위 논문이 1997년 발표된 학술지 논문을 표절했다고 주장했다.
이에 대해 오 후보 측은 "의혹이 제기된 논문 제2장은 이론적 분석틀을 만들기 위해 다른 논문을 인용하는 부분이므로 당연히 인용이 많을 수밖에 없다."고 밝혔으며, 표절대상으로 지목된 이성덕 전 동아대 교수는 "오 전 장관의 논문은 우리나라에 몇 개 없는 양질의 논문이며 표절로 보기 어렵고 오히려 새로운 시각의 뛰어난 논문이다."라고 말했다.
또한, 오 후보는 한 라디오와의 인터뷰에서 "변희재라고 해서, 계속 사회적인 물의를 일으키고 돌출행동을 하는 사람이 제기한 문제를 그대로 여과없이 받아들이고, 표절문제를 제기한 겁니다. 어떤 정치인도 변희재라는 사람이 제기한 표절시비를 문제로 제기하지 못하고 있습니다. 그런데 우리 정국에서 유일하게 변희재라는 돌출행동을 하고 대꾸할 가치도 없는 사람이 제기한 의혹에 대해 마치 사실인냥 떠들고 있는 것이 부산의 새누리당 아닌가 생각합니다."라고 반박했다.
오거돈 후보의 시민연합캠프에서는 2014년 5월 26일에 변희재 미디어워치 대표, 김범준 새누리당 부산시당 대변인 등 4명을 공직선거법 위반 혐의(허위사실 공표죄 및 명예훼손)로 검찰에 고발했으며, 피고발인은 변 대표를 비롯해 김범준 새누리당 부산시당 부대변인과 황의원 미디어워치 산하 연구진실성검증센터장, 이문원 미디어워치 기자이다.

### 국무총리 후보였던 안대희에 대한 논평
변희재는 안대희 후보가 국회의 청문회가 열리기도 전에 사퇴를 발표한 2014년 5월 28일 오후에 자신의 트위터에 “안대희 사퇴? 정확한 이유야 모르겠지만, 국정 개혁을 위해 임명된 새 총리 지명자가 공격 몇 번 받고 사퇴한다는 것 참 한심하군요. 청문회에서 친노종북 세력들 선동 하나 제압할 총리감이 그렇게 없습니까”라고 발언했다.

### 박원순 서울시장 후보 도시락 행사
2014년 5월 29일 새정치민주연합 박원순 서울시장 후보가 서울 용산가족공원에서 개최한 도시락 플래시몹 '원순씨 밥묵자!' 행사와 관련, 변희재는 자신의 트위터에 "스시, 이른바 생선초밥은, 질좋은 생선회 구입과 밥알갱이가 뭉칠 정도로 적당히 밥을 지어야 하는 초일류 요리사들만 하는 고급 요리인데 스시 요리를 집에서 직접 해먹는 건 8억 빚진 박원순이 처음이다"며 "박원순은 무식한 기자들만 믿고 온몸에 거짓말 쳐바르고 다닌다.", "일본 오뎅탕이 담긴 그릇도 스시집에 쓰는 전문 특수 컵"이라며 박원순 후보의 도시락 행사를 비난하였다.
그러나 박 후보의 부인이 만든 도시락은 초밥이 아닌 고구마였고, 주변에 참가자들이 준비해 온 월남쌈밥 도시락이 있었던 것으로 확인되었으나 변희재는 "월남쌈밥을 집에서 도시락으로 해먹는다? 대단한 8억 원 빚쟁이 가족이다. 박원순 부인이 싸준 도시락 국물 컵은 400개에 102400원하는 종이 특수컵이다"라며 비난을 멈추지 않았다.

### 김미화의 논문 표절 논란과 종북좌파라고 지칭
변희재가 2013년 3월 '친노좌파 김미화 석사 논문 표절 혐의 드러나'라는 기사를 게재함으로써, 개그우먼 김미화는 진행 중이던 CBS 라디오 프로그램에서 하차하기까지 했으나, 2013년 10월 1일 성균관대학교 연구윤리위원회는 "전체적인 관점에서 표절이 아니다"라고 최종 판정했다. 이에 대해 변희재는 다시 "만약 김미화의 논문이 표절이 아니라고 주장하려면 문대성의 논문도 표절이 아닌 거다. 포털, 미디어 관련 선행 논문들 죄다 베끼면 이런 논문은 3일이면 쓸 수 있다."며 "김미화도 이 수준"이라고 자신의 트위터에 글을 올렸는데, 누리꾼들은 "변희재씨에게는 표절이든 아니든 표절 시비에 휘말리게 하고 낙인찍는 게 목표였던 것 같다"라는 등의 반응을 보였다.
또한, 변희재는 2014년 지방선거 기간 중에 당시 서울시장 후보였던 박원순 씨를 비판하면서 '대한민국 법원이 김미화를 친노좌파라고 부르는 것을 허락했다'고 주장했는데, 이에 대해 김미화는 2014년 7월 13일 자신의 트위터에 "법원에 다녀왔습니다. 허위사실에 기초하여 저에 대해 ‘종북친노좌파’라며 악의적으로 명예훼손을 한 변희재씨는 대가를 치르게 될 것"이라고 밝혔다. 이어, "변 씨의 종북몰이 헛소리들이 제 생활비에 큰 보탬이 될 듯하다. 이 소송 후에도 한 건 한 건 법적 책임을 묻겠다."고 덧붙였다.
2014년 7월 24일에 고소인인 김미화가 자신의 트위터에 밝힌 바에 따르면, 서울지방법원은 '변희재와 미디어워치는 김미화에게 1300만원을 지급하라'는 화해권고 결정을 내렸으며 "이 결정은 오늘부터 2주 안에 이의신청을 하지 않으면 확정판결과 같은 효력을 발휘한다"고 한다.
변희재는 자신이 대표로 있는 보수언론매체인 <미디어위치>를 통해 "김미화씨가 화해 권고를 마치 판결문인 양 선동한다"고 주장했는데, 김미화는 한 인터뷰에서 "화해권고결정을 받아 보니 변희재씨 말대로 판결문이 없었다"라며 "화해권고결정은 원고와 피고 양 당사자 중 한쪽에서 결정문을 받은 날로부터 2주일 안에 이의제기를 하면 판결문이 나온다고 하더라. 그래서 이의제기를 해서 (변희재씨가 말한) 판결문을 받으려 한다"고 밝혔다.

### 이정희 당대표 부부에 대한 명예훼손 판결
변희재는 2012년 3월부터 트위터에 22건의 글을 올려 이정희 통합진보당 의원과 남편인 심재환 변호사를 '종북 주사파'로 지목하고 경기동부연합에 가입했다고 주장했으며, 이정희 의원과 심 변호사는 "인격권이 침해됐다"며 총 5억 5천만 원의 소송을 냈다.
이에 대해, 2심재판부인 서울고법 민사13부는 2014년 8월 8일에 이 의원과 심 변호사가 변씨 등을 상대로 낸 손해배상 소송에서 변씨에게 원심처럼 1천500만원을 배상하라고 재차 판결했다. 재판부는 "남북이 분단됐고 국가보안법이 있는 우리나라 현실에서 종북으로 지칭될 경우 반사회적 인물로 몰리거나 평판이 훼손될 수 있다"며 "구체적인 증거 없이 주사파·종북이라고 부르는 것은 적대세력으로 취급하는 것으로서 불법 행위"라고 지적했다. 이어 "정치이념은 성질상 그 실체를 입증하는 것은 불가능하다"며 "그렇기에 관련된 표현을 할 때는 상대방의 인격을 존중하고 모멸적인 표현의 사용을 삼가야 한다"고 덧붙였다.
또한, 뉴데일리와 기자 2명에게는 2000만원의 배상금과 정정보도, 조선일보 기자 2명에게도 2000만원의 배상책임 등이 인정됐다.
본 판결에 대해, 조선일보 등은 판결의 취지를 의도적으로 비틀어서 '표현 자유 억압하는 판결', '법원의 이중 잣대'라면서 변희재를 '정치평론가'라고 지칭하기도 해서 의아함을 자아내기도 했다.

### 판결선고기일에 피고인 불출석으로 인한 구속영장 발부
서울남부지법은 명예훼손 소송의 피고인인 변희재가 2014년 7월 17일에 이어 2014년 8월 11일에도 판결선고기일에 불출석하자 변희재에 대한 구속영장을 발부했다. 재판부는 형사소송법 제70조에 따라 죄를 범했다고 의심할 만한 상당한 이유가 있는데다 도망하거나 도망할 염려가 있다고 판단했다. 이 재판은 새정치민주연합 김광진 의원이 지방자치단체 사업에 부정 개입했다는 허위 사실을 유포해 명예를 훼손한 혐의로 고소당한 사건에 대한 것이다. 당초에 검찰은 변 대표를 약식 기소했지만 법원은 해당 사건이 형사소송법 450조에 의거, 공판절차에 의한 신중한 심리가 필요하다고 인정해 이를 정식재판에 회부한 바 있다.
변희재는 “형사재판 선고일 참석을 착각하여 불참, 오늘 다음 선고기일 참석하겠다는 확약서를 보냈습니다. 구속영장이라면 아마도 구인장일 가능성 높군요. 실무진의 착각으로 벌어진 일입니다”라고 하면서“어쨌든 대한민국 국민으로서 당연히 출석해야 할 선고기일에 출석을 못해 물의를 일으킨 부분에 대해 법원, 검찰, 애국동지들 및 독자들에 사과드립니다”고 변명했으나, 김광진 의원 측의 한 인사는 자신의 트위터에 “‘구속영장 발부가 아니라 구인장일 것’이라며 간곡한 ‘자기 희망’을 적었던데...어쩌죠. 제가 어제 그 역사적 재판정에 가서 재판장으로부터 직접 들었거든요. 구속영장 맞으니 어서 짐 꾸리세요. 검찰이 곧 방문할 꺼예요.”라고 밝혔다.
이에 대해 누리꾼들은 “구속영장이 발부된 변희재의 일성은 이런 것 아니었을까… ‘신에게는 아직도 막아야 할 12건의 송사가 남아있습니다’”, “끝까지 응원합니다! 진정한 애국보수논객 변희재씨가 끝까지 당당히 법정에서 시시비비를 가려 주실 것을!”, “변대표 없으면 트윗은 뭔 재미로 한다냐. 구속 취소하라.” 등의 반응을 보였다.
한편, 조선일보는 이례적인 경우라고 하면서 이 사건의 담당판사가 피고소인의 고등학교 선배이며 변희재 씨에 대해서는 재판부회피를 했어야 했다는 주장을 하기도 했으나, 정작 변희재 본인은 "재판부와 김광진 의원의 연고 문제가 이슈가 되는데 재판받은 입장에서 볼때 편파는 전혀 없었고, 오히려 저희 측 호소를 더 많이 들어주었다. 그래서 기피 신청할 의사는 전혀 없고"라고 말했다.

### 시민에게 욕설 퍼부은 선거운동 논란
변희재 후보 측 선거운동원은 같은 선거구에 출마한 정태호 새정치민주연합 후보와 이에 대한 지지를 호소한 문재인 대표와 안철수 의원 앞에서 “빨갱이를 죽여라. 관악을 유권자 여러분 빨갱이를 죽여야 됩니다. 대한민국은 빨갱이 나라가 아닙니다”라고 외쳤다.
이어 웃고 있는 변희재 후보와 선거운동원이 유세 차량에 동행하는 장면이 나왔다.
하지만 이를 지켜보는 한 남성시민이“야 이 개새끼야”거리며 계속 해서 욕설을 퍼붓자 변희재를 도우기 위해 선거운동원으로 같이 있던 성호스님은 “저 새끼 찍어 개새끼 어디다 대고 새끼야. 야 이 빨갱이 새끼야. 시발놈아. 지나가다 욕을해요 욕을해. 저런 후레 아들놈 도둑놈이 어딨어”라고 하였다
옆에 있던 변희재 후보는 이를 보고도 웃는듯한 모습을 보여 온리인 상에서 논란이 일고 있지만 자신에게 욕설을 퍼부은 그 시민이 어이가 없어서 웃었다고 했다.

### 최순실 태블릿PC 관련 허위 사실 유포 혐의
2018년 5월 24일 서울중앙지검 형사1부는 "JTBC의 태블릿PC 보도가 조작됐다"고 지속적으로 주장해 피해자들의 명예를 훼손한 혐의로 변희재를 상대로 구속영장을 청구했다. 검찰은 변희재가 ‘손석희의 저주’라는 이름의 책자와 미디어워치 기사 등을 통해 비방 목적으로 허위사실을 퍼뜨렸으며, 디지털 포렌식 분석과 국정농단 특검 그리고 관련 법원 판결 등으로 조작설이 사실무근임이 명백히 밝혀졌다고 설명했다. 검찰은 "태블릿PC 보도 기자와 손석희 JTBC 사장, 그리고 그 가족들까지 신변의 위협을 느끼며 극심한 고통을 호소하는 점 등을 고려해 구속수사가 필요하다"고 구속영장을 청구 사유에 대해 설명했다. 국립과학수사연구원의 태블릿PC에 대한 디지털포렌식 결과, 박영수 특검의 수사, 법원 판결 등을 통해 '태블릿PC 조작설'이 사실무근임이 확인된 점, 변씨가 JTBC와 손 사장의 집 앞, 손 사장의 부인이 다니는 성당 앞까지 찾아가 시위를 벌인 점 등을 감안하여 서울중앙지방법원은 5월 29일 구속영장을 발부했다.
서울중앙지방법원은 1심에서 정보통신망 이용촉진 및 정보보호 등에 관한 법률 위반 등 혐의로 기소된 변희재에게 징역 2년을 선고했다.

## 역대 선거 결과
| 실시년도 | 선거        | 대수 | 직책     | 선거구         | 정당   | 득표수 | 득표율         | 순위 | 당락 | 비고 |
| -------- | ----------- | ---- | -------- | -------------- | ------ | ------ | -------------- | ---- | ---- | ---- |
| 2015년   | 4.29 재보선 | 19대 | 국회의원 | 서울 관악구 을 | 무소속 | 578표  | \| \| 0.74% \| | 5위  | 낙선 |      |
|          | 0.74%       |      |          |                |        |        |                |      |      |      |

## 같이 보기
| - 빅뉴스 - 미디어워치 - 신데렐라 뉴스 - 서프라이즈 - 조선일보 - 동아일보 - 선우휘 - 이도형 - 김대중 - 지만원 - 조갑제 - 복거일 - 윤창중 - 강용석 - 강의석 - 고성국 - 공희준 - 김만흠 - 김행 - 낸시 랭 - 노동일 - 마광수 | - 인물과 사상 - 대자보 - 시대소리 뉴스 - 목진휴 - 박노자 - 박상병 - 박상헌 - 박용만 - 박종진 - 서영석 - 성재기 - 신율 - 유정현 - 윤평중 - 윤치영 - 이철희 - 이회창 - 장원재 - 전원책 - 정규재 - 정미홍 - 진성호 - 진중권 | - 일베저장소 - 최영일 - 최창렬 - 허화평 - 홍성걸 - 황상민 - 황장수 - 황태순 - 안철수 |

## 참고 문헌
- 변희재 "미디어다음 대표 고발 검토 중" 아시아경제 2009.01.16
- 좌편향 욕설 교사로부터 윤리를 배운 나 미디어워치 2011.11.09
- “변희재, 같은 ‘듣보잡’끼리 무슨 공개토론을…” 경향신문 2009.05.28
- 전유경 vs 변희재
- 변희재, "안철수 거짓말 100만인 소송, 모든 소송의 꽃" 빅뉴스 2013.05.27
- 변희재 "안철수 뻔뻔한 거짓말..내가 바로 잡겠다!"
- "진중권, 전유경 책임 함께 지겠다 선언해" 빅뉴스 2009.06.07
- 변희재 ˝임수경은 막말을 한 게 아니다˝ 시사온 2012년 6월 12일자